# Бір-Ребаа-Північ – Мензел-Леджме
Бір-Ребаа-Північ – Мензел-Леджме – газопровід, який забезпечує видачу продукції алжирського нафтогазового родовища Бір-Ребаа-Північ.
Розробка нафтових запасів Бір-Ребаа-Північ почалась ще в 1995-му, при цьому первісно весь газ закачували назад у пласт задля підтримки пластового тиску. В 2020 році в межах проекту монетизації ресурсів газу ввели в дію газопровід довжиною 185 км та діаметром 400 мм до газопереробного заводу Мензел-Леджме, який почав роботу в 2013-му та потребував додаткового ресурсу на тлі вичерпання запасів групи родовищ Мензел-Леджме-Схід. 
Трубопровід може транспортувати 7 млн м3 на добу. За проектом передбачалось, що це дозволить окрім отримання товарного газу щодобово продукувати до 10 тисяч барелів гомологів метану.